# 腋花山橙
腋花山橙（学名：Melodinus axillaris）为夹竹桃科山橙属的植物，是中国的特有植物。分布于中国大陆的云南等地，生长于海拔1,000米的地区，多生于山坡疏林中潮湿地，目前尚未由人工引种栽培。